# Лупацано (Парма)
Лупацано је насеље у Италији у округу Парма, региону Емилија-Ромања.
Према процени из 2011. у насељу је живело 34 становника. Насеље се налази на надморској висини од 516 м.